# Seleção Neozelandesa de Futebol

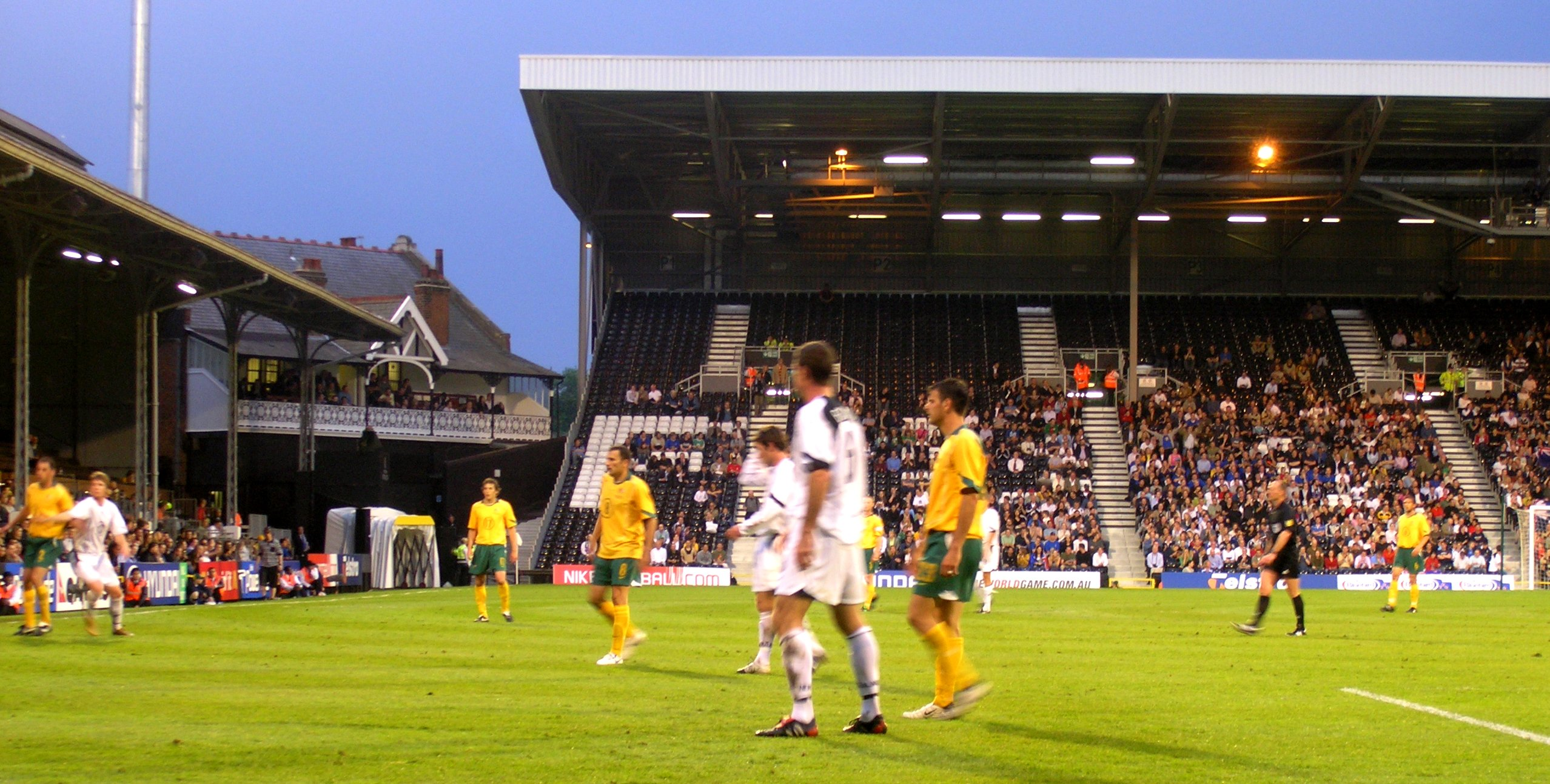
Uma imagem do jogo entre Austrália x Nova Zelândia.

A Seleção Neozelandesa de Futebol representa a Nova Zelândia nas competições da FIFA. São conhecidos também como All Whites, uma referência à cor de seu uniforme principal, que é todo branco. Controlada pela NZF, a Seleção Neozelandesa participou de duas edições da Copa do Mundo, uma em 1982 e outra em 2010, que foi sediada na África do Sul. Nesta Copa a Nova Zelândia marcou o seu primeiro ponto na história das Copas, ao empatar com a Eslováquia no dia 15 de Junho. Mesmo não sendo tradicional no Futebol, a Nova Zelândia é considerada a melhor seleção de futebol da Oceania desde que a Austrália foi transferida para a AFC.
A Nova Zelândia ganhou 5 vezes a Copa das Nações da OFC, em 1973, 1998, 2002, 2008 e 2016. Venceu a competição e ganhou o direito de representar a Oceania nas 4 vezes que disputou a Copa das Confederações. Seu uniforme branco, é baseado originalmente na cor do uniforme da Inglaterra.

## História

### Classificação para a Copa de 2010
Após ficar com a primeira colocação nas eliminatórias da Oceania, a Nova Zelândia ganhou o direito de disputar uma repescagem com a quinta colocada das Eliminatórias da Ásia, a Seleção do Bahrein. O primeiro jogo disputado no Bahrein terminou empatado sem gols. O jogo de volta foi disputado em Wellington, e terminou com a vitória dos neozelandeses por 1 x 0. Após 28 anos de ausência, a Nova Zelândia voltou a disputar uma Copa do Mundo. Foi a segunda participação da seleção na competição, a qual havia disputado no ano de 1982, na Espanha. A Copa de 2010 foi a primeira em que duas seleções da Oceania disputaram simultaneamente a competição. Anteriormente era dado apenas uma vaga para a Copa às seleções da Oceania, mas após a entrada da Austrália na Confederação da Ásia, possibilitou-se a participação de duas equipes da Oceania em Copas do Mundo, mesmo pertencendo a Confederações diferentes.

### Desempenho na Copa de 2010
No dia 15 de junho de 2010, a seleção neozelandeza conquistou o seu primeiro ponto em Copas do Mundo, após Winston Reid marcar um gol aos 47 minutos do segundo tempo da partida contra a Eslováquia.
Em sua segunda partida, contra a atual campeã Itália, a seleção neozelandeza conseguiu um histórico empate em 1 a 1 com gol de Shane Smeltz e de Iaquinta pela Itália.
No terceiro jogo a Nova Zelândia ficou no empate de 0x0 com o Paraguai. Ela acabou ficando em terceiro lugar no grupo e foi eliminada novamente na primeira fase, mas a seleção surpreendeu a expectativa de todos os críticos, saindo da competição sem uma derrota sequer, tornando-se assim a única seleção invicta da edição 2010 da Copa do Mundo.

### CONMEBOL e AFC
Alegando facilidade nas competições da OFC, o técnico neozelandês em meados de 2014 propõe a saida da seleção da Confederação de Futebol da Oceania. Ele propôs duas confederações para a seleção de filiar: CONMEBOL e AFC. Mas a ideia foi descartada.

## Resultados recentes

### 2023
| 23 Março Amistoso | Nova Zelândia | 0–0    | China | Auckland, Nova Zelândia                      |  |
|                   |               | Source |       | Estádio: Mount Smart Stadium Público: 12,049 |  |

| 26 Março Amistoso | Nova Zelândia                          | 2–1    | China          | Wellington, Nova Zelândia |  |
|                   | - Zhu Chenjie 43' (o.g.) - Garbett 81' | Source | - Ba Dun 90+2' | Estádio: Sky Stadium      |  |

| 16 Junho Amistoso | Suécia                                          | 4–1    | Nova Zelândia | Solna, Suécia                          |  |
|                   | - Karlsson 39, 45' - Quaison 44' - Elanga 90+2' | Source | - McCowatt 7' | Estádio: Friends Arena Público: 20,528 |  |

| 19 Junho Amistoso | Catar | Suspenso | Nova Zelândia  | Ritzing, Áustria           |  |
| |       |          | - Stamenic 17' | Estádio: Sonnensee Stadium |  |
| Nota: Michael Boxall foi abusado racialmente durante a primeira metade do jogo por um jogador do Catar. Nenhuma ação oficial foi tomada, então a equipe concordou em não jogar no segundo tempo da partida. |       |          |                |                            |  |

## Títulos

#### Seleção principal
| Continentais | Continentais           | Continentais | Continentais                       |
|              | Competição             | Vezes        | Temporadas                         |
| ------------ | ---------------------- | ------------ | ---------------------------------- |
|              | Copa das Nações da OFC | 6            | 1973, 1998, 2002, 2008, 2016, 2024 |

#### Seleção olímpica
| Eventos multiesportivos | Eventos multiesportivos | Eventos multiesportivos | Eventos multiesportivos |
|                         | Competição              | Títulos                 | Temporadas              |
| ----------------------- | ----------------------- | ----------------------- | ----------------------- |
|                         | Jogos do Pacífico       | 1                       | 2019                    |

## Desempenho em competições oficiais

### Copa do Mundo FIFA
| Nova Zelândia na Copa do Mundo FIFA | Nova Zelândia na Copa do Mundo FIFA | Nova Zelândia na Copa do Mundo FIFA | Nova Zelândia na Copa do Mundo FIFA | Nova Zelândia na Copa do Mundo FIFA | Nova Zelândia na Copa do Mundo FIFA | Nova Zelândia na Copa do Mundo FIFA | Nova Zelândia na Copa do Mundo FIFA | Nova Zelândia na Copa do Mundo FIFA | Nova Zelândia na Copa do Mundo FIFA |                        | Torneio eliminatório   | Torneio eliminatório   | Torneio eliminatório   | Torneio eliminatório   | Torneio eliminatório   | Torneio eliminatório |
| Ano                                 | Fase                                | Pos                                 | J                                   | V                                   | E                                   | D                                   | GP                                  | GC                                  | Elenco                              | J                      | V                      | E                      | D                      | GP                     | GC                     |                      |
| ----------------------------------- | ----------------------------------- | ----------------------------------- | ----------------------------------- | ----------------------------------- | ----------------------------------- | ----------------------------------- | ----------------------------------- | ----------------------------------- | ----------------------------------- | ---------------------- | ---------------------- | ---------------------- | ---------------------- | ---------------------- | ---------------------- | -------------------- |
| 1930                                | Não era membro da FIFA              | Não era membro da FIFA              | Não era membro da FIFA              | Não era membro da FIFA              | Não era membro da FIFA              | Não era membro da FIFA              | Não era membro da FIFA              | Não era membro da FIFA              | Não era membro da FIFA              | Não era membro da FIFA | Não era membro da FIFA | Não era membro da FIFA | Não era membro da FIFA | Não era membro da FIFA | Não era membro da FIFA |                      |
| 1934                                | Não era membro da FIFA              | Não era membro da FIFA              | Não era membro da FIFA              | Não era membro da FIFA              | Não era membro da FIFA              | Não era membro da FIFA              | Não era membro da FIFA              | Não era membro da FIFA              | Não era membro da FIFA              | Não era membro da FIFA | Não era membro da FIFA | Não era membro da FIFA | Não era membro da FIFA | Não era membro da FIFA | Não era membro da FIFA |                      |
| 1938                                | Não era membro da FIFA              | Não era membro da FIFA              | Não era membro da FIFA              | Não era membro da FIFA              | Não era membro da FIFA              | Não era membro da FIFA              | Não era membro da FIFA              | Não era membro da FIFA              | Não era membro da FIFA              | Não era membro da FIFA | Não era membro da FIFA | Não era membro da FIFA | Não era membro da FIFA | Não era membro da FIFA | Não era membro da FIFA |                      |
| 1950                                | Não disputou                        | Não disputou                        | Não disputou                        | Não disputou                        | Não disputou                        | Não disputou                        | Não disputou                        | Não disputou                        | Não disputou                        | Não disputou           | Não disputou           | Não disputou           | Não disputou           | Não disputou           | Não disputou           |                      |
| 1954                                | Não disputou                        | Não disputou                        | Não disputou                        | Não disputou                        | Não disputou                        | Não disputou                        | Não disputou                        | Não disputou                        | Não disputou                        | Não disputou           | Não disputou           | Não disputou           | Não disputou           | Não disputou           | Não disputou           |                      |
| 1958                                | Não disputou                        | Não disputou                        | Não disputou                        | Não disputou                        | Não disputou                        | Não disputou                        | Não disputou                        | Não disputou                        | Não disputou                        | Não disputou           | Não disputou           | Não disputou           | Não disputou           | Não disputou           | Não disputou           |                      |
| 1962                                | Não disputou                        | Não disputou                        | Não disputou                        | Não disputou                        | Não disputou                        | Não disputou                        | Não disputou                        | Não disputou                        | Não disputou                        | Não disputou           | Não disputou           | Não disputou           | Não disputou           | Não disputou           | Não disputou           |                      |
| 1966                                | Não disputou                        | Não disputou                        | Não disputou                        | Não disputou                        | Não disputou                        | Não disputou                        | Não disputou                        | Não disputou                        | Não disputou                        | Não disputou           | Não disputou           | Não disputou           | Não disputou           | Não disputou           | Não disputou           |                      |
| 1970                                | Não se classificou                  | Não se classificou                  | Não se classificou                  | Não se classificou                  | Não se classificou                  | Não se classificou                  | Não se classificou                  | Não se classificou                  | Não se classificou                  | 2                      | 0                      | 0                      | 2                      | 0                      | 6                      |                      |
| 1974                                | Não se classificou                  | Não se classificou                  | Não se classificou                  | Não se classificou                  | Não se classificou                  | Não se classificou                  | Não se classificou                  | Não se classificou                  | Não se classificou                  | 6                      | 0                      | 3                      | 3                      | 5                      | 12                     |                      |
| 1978                                | Não se classificou                  | Não se classificou                  | Não se classificou                  | Não se classificou                  | Não se classificou                  | Não se classificou                  | Não se classificou                  | Não se classificou                  | Não se classificou                  | 4                      | 2                      | 1                      | 1                      | 14                     | 4                      |                      |
| 1982                                | Fase de grupos                      | 23º                                 | 3                                   | 0                                   | 0                                   | 3                                   | 2                                   | 12                                  | Elenco                              | 15                     | 9                      | 5                      | 1                      | 44                     | 10                     |                      |
| 1986                                | Não se classificou                  | Não se classificou                  | Não se classificou                  | Não se classificou                  | Não se classificou                  | Não se classificou                  | Não se classificou                  | Não se classificou                  | Não se classificou                  | 6                      | 3                      | 1                      | 2                      | 13                     | 7                      |                      |
| 1990                                | Não se classificou                  | Não se classificou                  | Não se classificou                  | Não se classificou                  | Não se classificou                  | Não se classificou                  | Não se classificou                  | Não se classificou                  | Não se classificou                  | 6                      | 3                      | 1                      | 2                      | 13                     | 8                      |                      |
| 1994                                | Não se classificou                  | Não se classificou                  | Não se classificou                  | Não se classificou                  | Não se classificou                  | Não se classificou                  | Não se classificou                  | Não se classificou                  | Não se classificou                  | 6                      | 3                      | 1                      | 2                      | 15                     | 5                      |                      |
| 1998                                | Não se classificou                  | Não se classificou                  | Não se classificou                  | Não se classificou                  | Não se classificou                  | Não se classificou                  | Não se classificou                  | Não se classificou                  | Não se classificou                  | 6                      | 3                      | 0                      | 3                      | 13                     | 6                      |                      |
| 2002                                | Não se classificou                  | Não se classificou                  | Não se classificou                  | Não se classificou                  | Não se classificou                  | Não se classificou                  | Não se classificou                  | Não se classificou                  | Não se classificou                  | 6                      | 4                      | 0                      | 2                      | 20                     | 7                      |                      |
| 2006                                | Não se classificou                  | Não se classificou                  | Não se classificou                  | Não se classificou                  | Não se classificou                  | Não se classificou                  | Não se classificou                  | Não se classificou                  | Não se classificou                  | 5                      | 3                      | 0                      | 2                      | 17                     | 5                      |                      |
| 2010                                | Fase de grupos                      | 22º                                 | 3                                   | 0                                   | 3                                   | 0                                   | 2                                   | 2                                   | Elenco                              | 8                      | 6                      | 1                      | 1                      | 15                     | 5                      |                      |
| 2014                                | Não se classificou                  | Não se classificou                  | Não se classificou                  | Não se classificou                  | Não se classificou                  | Não se classificou                  | Não se classificou                  | Não se classificou                  | Não se classificou                  | 11                     | 8                      | 1                      | 2                      | 24                     | 13                     |                      |
| 2018                                | Não se classificou                  | Não se classificou                  | Não se classificou                  | Não se classificou                  | Não se classificou                  | Não se classificou                  | Não se classificou                  | Não se classificou                  | Não se classificou                  | 13                     | 8                      | 4                      | 1                      | 24                     | 6                      |                      |
| 2022                                | Não se classificou                  | Não se classificou                  | Não se classificou                  | Não se classificou                  | Não se classificou                  | Não se classificou                  | Não se classificou                  | Não se classificou                  | Não se classificou                  | 6                      | 5                      | 0                      | 1                      | 18                     | 2                      |                      |
| 2026                                | Classificado                        | Classificado                        | Classificado                        | Classificado                        | Classificado                        | Classificado                        | Classificado                        | Classificado                        | Classificado                        | A definir              | A definir              | A definir              | A definir              | A definir              | A definir              |                      |
| Total                               | Fase de grupos                      | 2/22                                | 6                                   | 0                                   | 3                                   | 3                                   | 4                                   | 14                                  |                                     | 100                    | 57                     | 18                     | 25                     | 240                    | 96                     |                      |

| Jogos da Nova Zelândia | Jogos da Nova Zelândia | Jogos da Nova Zelândia | Jogos da Nova Zelândia | Jogos da Nova Zelândia |
| Ano                    | Fase                   | Oponente               | Resultado              | RF                     |
| ---------------------- | ---------------------- | ---------------------- | ---------------------- | ---------------------- |
| 1982                   | Fase de grupos         | Escócia                | 2–5                    | Derrota                |
| 1982                   | Fase de grupos         | União Soviética        | 0–3                    | Derrota                |
| 1982                   | Fase de grupos         | Brasil                 | 0–4                    | Derrota                |
|                        |                        |                        |                        |                        |
| 2010                   | Fase de grupos         | Eslováquia             | 1–1                    | Empate                 |
| 2010                   | Fase de grupos         | Itália                 | 1–1                    | Empate                 |
| 2010                   | Fase de grupos         | Paraguai               | 0–0                    | Empate                 |
|                        |                        |                        |                        |                        |

### Copa das Nações da OFC
| 1973                                                                        | Campeão        | 1º    | 5  | 4  | 1 | 0 | 13  | 4  | Elenco |
| 1980                                                                        | Fase de grupos | 5º    | 3  | 1  | 0 | 2 | 7   | 8  | Elenco |
| 1996                                                                        | Semifinais     | 3º    | 2  | 0  | 1 | 1 | 0   | 3  | Elenco |
| 1998                                                                        | Campeão        | 1º    | 4  | 4  | 0 | 0 | 11  | 1  | Elenco |
| 2000                                                                        | Vice-campeão   | 2º    | 4  | 3  | 0 | 1 | 7   | 3  | Elenco |
| 2002                                                                        | Campeão        | 1º    | 5  | 5  | 0 | 0 | 23  | 2  | Elenco |
| 2004                                                                        | Terceiro lugar | 3º    | 5  | 3  | 0 | 2 | 17  | 5  | Elenco |
| 2008                                                                        | Campeão        | 1º    | 6  | 5  | 0 | 1 | 14  | 5  |        |
| 2012                                                                        | Terceiro lugar | 3º    | 5  | 3  | 1 | 1 | 8   | 7  | Elenco |
| 2016                                                                        | Campeão        | 1º    | 5  | 4  | 1 | 0 | 10  | 1  | Elenco |
| 2024                                                                        | Campeão        | 1º    | 4  | 4  | 0 | 0 | 15  | 0  | Elenco |
| Total                                                                       | 6 títulos      | 11/11 | 48 | 36 | 4 | 8 | 125 | 39 |        |
| \| Campeão Vice-campeão Terceiro lugar Quarto lugar \| Mandante \| \| \| \| |                |       |    |    |   |   |     |    |        |
| Campeão Vice-campeão Terceiro lugar Quarto lugar                            | Mandante       |       |    |    |   |   |     |    |        |
|                                                                             |                |       |    |    |   |   |     |    |        |

| Jogos da Nova Zelândia | Jogos da Nova Zelândia | Jogos da Nova Zelândia | Jogos da Nova Zelândia | Jogos da Nova Zelândia |
| Ano                    | Fase                   | Oponente               | Resultado              | Resultado              |
| ---------------------- | ---------------------- | ---------------------- | ---------------------- | ---------------------- |
| 1973                   | Fase de grupos         | Fiji                   | 5–1                    | Vitória                |
| 1973                   | Fase de grupos         | Taiti                  | 1–1                    | Empate                 |
| 1973                   | Fase de grupos         | Nova Caledônia         | 2–1                    | Vitória                |
| 1973                   | Fase de grupos         | Novas Hébridas         | 3–1                    | Vitória                |
| 1973                   | Final                  | Taiti                  | 2–0                    | Vitória                |
|                        |                        |                        |                        |                        |
| 1980                   | Fase de grupos         | Taiti                  | 1–3                    | Derrota                |
| 1980                   | Fase de grupos         | Fiji                   | 0–4                    | Derrota                |
| 1980                   | Fase de grupos         | Ilhas Salomão          | 6–1                    | Vitória                |
|                        |                        |                        |                        |                        |
| 1996                   | Semifinais             | Austrália              | 0–0                    | Empate                 |
| 1996                   | Semifinais             | Austrália              | 0–3                    | Derrota                |
|                        |                        |                        |                        |                        |
| 1998                   | Fase de grupos         | Taiti                  | 1–0                    | Vitória                |
| 1998                   | Fase de grupos         | Vanuatu                | 8–1                    | Vitória                |
| 1998                   | Semifinal              | Fiji                   | 1–0                    | Vitória                |
| 1998                   | Final                  | Austrália              | 1–0                    | Vitória                |
|                        |                        |                        |                        |                        |
| 2000                   | Fase de grupos         | Taiti                  | 2–0                    | Vitória                |
| 2000                   | Fase de grupos         | Vanuatu                | 3–1                    | Vitória                |
| 2000                   | Semifinal              | Ilhas Salomão          | 2–0                    | Vitória                |
| 2000                   | Final                  | Austrália              | 0–2                    | Derrota                |
|                        |                        |                        |                        |                        |
| 2002                   | Fase de grupos         | Taiti                  | 4–0                    | Vitória                |
| 2002                   | Fase de grupos         | Papua-Nova Guiné       | 9–1                    | Vitória                |
| 2002                   | Fase de grupos         | Ilhas Salomão          | 6–1                    | Vitória                |
| 2002                   | Semifinal              | Vanuatu                | 3–0                    | Vitória                |
| 2002                   | Final                  | Austrália              | 1–0                    | Vitória                |
|                        |                        |                        |                        |                        |
| 2004                   | Fase de grupos         | Austrália              | 0–1                    | Derrota                |
| 2004                   | Fase de grupos         | Ilhas Salomão          | 3–0                    | Vitória                |
| 2004                   | Fase de grupos         | Vanuatu                | 2–4                    | Derrota                |
| 2004                   | Fase de grupos         | Taiti                  | 10–0                   | Vitória                |
| 2004                   | Fase de grupos         | Fiji                   | 2–0                    | Vitória                |
|                        |                        |                        |                        |                        |
| 2008                   | Quadrangular final     | Fiji                   | 2–0                    | Vitória                |
| 2008                   | Quadrangular final     | Vanuatu                | 2–1                    | Vitória                |
| 2008                   | Quadrangular final     | Vanuatu                | 4–1                    | Vitória                |
| 2008                   | Quadrangular final     | Nova Caledônia         | 3–1                    | Vitória                |
| 2008                   | Quadrangular final     | Nova Caledônia         | 3–0                    | Vitória                |
| 2008                   | Quadrangular final     | Fiji                   | 0–2                    | Derrota                |
|                        |                        |                        |                        |                        |
| 2012                   | Fase de grupos         | Fiji                   | 1–0                    | Vitória                |
| 2012                   | Fase de grupos         | Papua-Nova Guiné       | 2–1                    | Vitória                |
| 2012                   | Fase de grupos         | Ilhas Salomão          | 1–1                    | Empate                 |
| 2012                   | Semifinal              | Nova Caledônia         | 0–2                    | Derrota                |
| 2012                   | Disputa pelo 3º lugar  | Ilhas Salomão          | 4–3                    | Vitória                |
|                        |                        |                        |                        |                        |
| 2016                   | Fase de grupos         | Fiji                   | 3–1                    | Vitória                |
| 2016                   | Fase de grupos         | Vanuatu                | 5–0                    | Vitória                |
| 2016                   | Fase de grupos         | Ilhas Salomão          | 1–0                    | Vitória                |
| 2016                   | Semifinal              | Nova Caledônia         | 1–0                    | Vitória                |
| 2016                   | Final                  | Papua-Nova Guiné       | 0–0 (4–2)              | Empate (Vitória)       |
|                        |                        |                        |                        |                        |

### Copa das Confederações FIFA
| Nova Zelândia na Copa das Confederações FIFA | Nova Zelândia na Copa das Confederações FIFA | Nova Zelândia na Copa das Confederações FIFA | Nova Zelândia na Copa das Confederações FIFA | Nova Zelândia na Copa das Confederações FIFA | Nova Zelândia na Copa das Confederações FIFA | Nova Zelândia na Copa das Confederações FIFA | Nova Zelândia na Copa das Confederações FIFA | Nova Zelândia na Copa das Confederações FIFA |
| Ano                                          | Fase                                         | Posição                                      | J                                            | V                                            | E                                            | D                                            | GP                                           | GC                                           |
| -------------------------------------------- | -------------------------------------------- | -------------------------------------------- | -------------------------------------------- | -------------------------------------------- | -------------------------------------------- | -------------------------------------------- | -------------------------------------------- | -------------------------------------------- |
| 1992                                         | Nenhum representante da OFC convidado        | Nenhum representante da OFC convidado        | Nenhum representante da OFC convidado        | Nenhum representante da OFC convidado        | Nenhum representante da OFC convidado        | Nenhum representante da OFC convidado        | Nenhum representante da OFC convidado        | Nenhum representante da OFC convidado        |
| 1995                                         | Nenhum representante da OFC convidado        | Nenhum representante da OFC convidado        | Nenhum representante da OFC convidado        | Nenhum representante da OFC convidado        | Nenhum representante da OFC convidado        | Nenhum representante da OFC convidado        | Nenhum representante da OFC convidado        | Nenhum representante da OFC convidado        |
| 1997                                         | Não se classificou                           | Não se classificou                           | Não se classificou                           | Não se classificou                           | Não se classificou                           | Não se classificou                           | Não se classificou                           | Não se classificou                           |
| 1999                                         | Fase de grupos                               | 8º                                           | 3                                            | 0                                            | 0                                            | 3                                            | 1                                            | 6                                            |
| 2001                                         | Não se classificou                           | Não se classificou                           | Não se classificou                           | Não se classificou                           | Não se classificou                           | Não se classificou                           | Não se classificou                           | Não se classificou                           |
| 2003                                         | Fase de grupos                               | 8º                                           | 3                                            | 0                                            | 0                                            | 3                                            | 1                                            | 11                                           |
| 2005                                         | Não se classificou                           | Não se classificou                           | Não se classificou                           | Não se classificou                           | Não se classificou                           | Não se classificou                           | Não se classificou                           | Não se classificou                           |
| 2009                                         | Fase de grupos                               | 8º                                           | 3                                            | 0                                            | 1                                            | 2                                            | 0                                            | 7                                            |
| 2013                                         | Não se classificou                           | Não se classificou                           | Não se classificou                           | Não se classificou                           | Não se classificou                           | Não se classificou                           | Não se classificou                           | Não se classificou                           |
| 2017                                         | Fase de grupos                               | 8º                                           | 3                                            | 0                                            | 0                                            | 3                                            | 1                                            | 8                                            |
| Total                                        | Fase de grupos                               | 4/10                                         | 12                                           | 0                                            | 1                                            | 11                                           | 3                                            | 32                                           |

### Jogos Olímpicos
| 1908                 | Não disputou       | Não disputou       | Não disputou       | Não disputou       | Não disputou       | Não disputou       | Não disputou       | Não disputou       | Não disputou       |    | Não disputou | Não disputou | Não disputou | Não disputou | Não disputou | Não disputou | Não disputou | Não disputou | Não disputou |
| 1912                 | Não disputou       | Não disputou       | Não disputou       | Não disputou       | Não disputou       | Não disputou       | Não disputou       | Não disputou       | Não disputou       |    | Não disputou | Não disputou | Não disputou | Não disputou | Não disputou | Não disputou | Não disputou | Não disputou | Não disputou |
| 1920                 | Não disputou       | Não disputou       | Não disputou       | Não disputou       | Não disputou       | Não disputou       | Não disputou       | Não disputou       | Não disputou       |    | Não disputou | Não disputou | Não disputou | Não disputou | Não disputou | Não disputou | Não disputou | Não disputou | Não disputou |
| 1924                 | Não disputou       | Não disputou       | Não disputou       | Não disputou       | Não disputou       | Não disputou       | Não disputou       | Não disputou       | Não disputou       |    | Não disputou | Não disputou | Não disputou | Não disputou | Não disputou | Não disputou | Não disputou | Não disputou | Não disputou |
| 1928                 | Não disputou       | Não disputou       | Não disputou       | Não disputou       | Não disputou       | Não disputou       | Não disputou       | Não disputou       | Não disputou       |    | Não disputou | Não disputou | Não disputou | Não disputou | Não disputou | Não disputou | Não disputou | Não disputou | Não disputou |
| 1936                 | Não disputou       | Não disputou       | Não disputou       | Não disputou       | Não disputou       | Não disputou       | Não disputou       | Não disputou       | Não disputou       |    | Não disputou | Não disputou | Não disputou | Não disputou | Não disputou | Não disputou | Não disputou | Não disputou | Não disputou |
| 1948                 | Não disputou       | Não disputou       | Não disputou       | Não disputou       | Não disputou       | Não disputou       | Não disputou       | Não disputou       | Não disputou       |    | Não disputou | Não disputou | Não disputou | Não disputou | Não disputou | Não disputou | Não disputou | Não disputou | Não disputou |
| 1952                 | Não disputou       | Não disputou       | Não disputou       | Não disputou       | Não disputou       | Não disputou       | Não disputou       | Não disputou       | Não disputou       |    | Não disputou | Não disputou | Não disputou | Não disputou | Não disputou | Não disputou | Não disputou | Não disputou | Não disputou |
| 1956                 | Não disputou       | Não disputou       | Não disputou       | Não disputou       | Não disputou       | Não disputou       | Não disputou       | Não disputou       | Não disputou       |    | Não disputou | Não disputou | Não disputou | Não disputou | Não disputou | Não disputou | Não disputou | Não disputou | Não disputou |
| 1960                 | Não disputou       | Não disputou       | Não disputou       | Não disputou       | Não disputou       | Não disputou       | Não disputou       | Não disputou       | Não disputou       |    | Não disputou | Não disputou | Não disputou | Não disputou | Não disputou | Não disputou | Não disputou | Não disputou | Não disputou |
| 1964                 | Não disputou       | Não disputou       | Não disputou       | Não disputou       | Não disputou       | Não disputou       | Não disputou       | Não disputou       | Não disputou       |    | Não disputou | Não disputou | Não disputou | Não disputou | Não disputou | Não disputou | Não disputou | Não disputou | Não disputou |
| 1968                 | Não disputou       | Não disputou       | Não disputou       | Não disputou       | Não disputou       | Não disputou       | Não disputou       | Não disputou       | Não disputou       |    | Não disputou | Não disputou | Não disputou | Não disputou | Não disputou | Não disputou | Não disputou | Não disputou | Não disputou |
| 1972                 | Não disputou       | Não disputou       | Não disputou       | Não disputou       | Não disputou       | Não disputou       | Não disputou       | Não disputou       | Não disputou       |    | Não disputou | Não disputou | Não disputou | Não disputou | Não disputou | Não disputou | Não disputou | Não disputou | Não disputou |
| 1976                 | Não disputou       | Não disputou       | Não disputou       | Não disputou       | Não disputou       | Não disputou       | Não disputou       | Não disputou       | Não disputou       |    | Não disputou | Não disputou | Não disputou | Não disputou | Não disputou | Não disputou | Não disputou | Não disputou | Não disputou |
| 1980                 | Não disputou       | Não disputou       | Não disputou       | Não disputou       | Não disputou       | Não disputou       | Não disputou       | Não disputou       | Não disputou       |    | Não disputou | Não disputou | Não disputou | Não disputou | Não disputou | Não disputou | Não disputou | Não disputou | Não disputou |
| 1984                 | Não se classificou | Não se classificou | Não se classificou | Não se classificou | Não se classificou | Não se classificou | Não se classificou | Não se classificou | Não se classificou | 8  | 3            | 1            | 4            | 8            | 10           |              |              |              |              |
| 1988                 | Não se classificou | Não se classificou | Não se classificou | Não se classificou | Não se classificou | Não se classificou | Não se classificou | Não se classificou | Não se classificou | 8  | 4            | 1            | 3            | 24           | 7            |              |              |              |              |
| Nova Zelândia sub-23 |                    |                    |                    |                    |                    |                    |                    |                    |                    |    |              |              |              |              |              |              |              |              |              |
| 1992                 | Não se classificou | Não se classificou | Não se classificou | Não se classificou | Não se classificou | Não se classificou | Não se classificou | Não se classificou | Não se classificou |    | 6            | 3            | 1            | 2            | 12           | 6            |              |              |              |
| 1996                 | Não se classificou | Não se classificou | Não se classificou | Não se classificou | Não se classificou | Não se classificou | Não se classificou | Não se classificou | Não se classificou | 8  | 6            | 0            | 2            | 28           | 9            |              |              |              |              |
| 2000                 | Não se classificou | Não se classificou | Não se classificou | Não se classificou | Não se classificou | Não se classificou | Não se classificou | Não se classificou | Não se classificou | 6  | 4            | 0            | 2            | 20           | 7            |              |              |              |              |
| 2004                 | Não se classificou | Não se classificou | Não se classificou | Não se classificou | Não se classificou | Não se classificou | Não se classificou | Não se classificou | Não se classificou | 6  | 4            | 1            | 1            | 17           | 4            |              |              |              |              |
| 2008                 | Fase de grupos     | 14º                | 3                  | 0                  | 1                  | 2                  | 1                  | 7                  | Elenco             | 5  | 5            | 0            | 0            | 19           | 3            |              |              |              |              |
| 2012                 | Fase de grupos     | 16º                | 3                  | 0                  | 1                  | 2                  | 1                  | 5                  | Elenco             | 4  | 4            | 0            | 0            | 15           | 2            |              |              |              |              |
| 2016                 | Não se classificou | Não se classificou | Não se classificou | Não se classificou | Não se classificou | Não se classificou | Não se classificou | Não se classificou | Não se classificou | 4  | 3            | 0            | 1            | 8            | 3            |              |              |              |              |
| 2020                 | Quartas de final   | 6º                 | 4                  | 1                  | 2                  | 1                  | 3                  | 3                  | Elenco             | 5  | 5            | 0            | 0            | 33           | 4            |              |              |              |              |
| 2024                 | Fase de grupos     | 11º                | 3                  | 1                  | 0                  | 2                  | 3                  | 8                  | Elenco             | 4  | 4            | 0            | 0            | 23           | 1            |              |              |              |              |
| Total                | Quartas de final   | 4/25               | 13                 | 2                  | 4                  | 7                  | 8                  | 23                 | –                  | 64 | 45           | 4            | 15           | 207          | 56           |              |              |              |              |

### Torneios menores
| Torneios menores                               | Torneios menores   | Torneios menores | Torneios menores | Torneios menores | Torneios menores | Torneios menores | Torneios menores |
| Torneios                                       | Posição            | J                | V                | E                | D                | GP               | GC               |
| ---------------------------------------------- | ------------------ | ---------------- | ---------------- | ---------------- | ---------------- | ---------------- | ---------------- |
| Copa da Independência do Vietnã do Sul de 1967 | 6º                 | 3                | 1                | 0                | 2                | 7                | 11               |
| Copa do Presidente de 1976                     | 4º                 | 6                | 3                | 1                | 2                | 6                | 4                |
| Torneio Merdeka de 1980                        | 5º                 | 7                | 2                | 3                | 2                | 9                | 9                |
| Torneio Merdeka de 1981                        | 5º                 | 5                | 2                | 2                | 1                | 2                | 1                |
| Copa Trans-Tasman de 1983                      | 1º                 | 2                | 2                | 0                | 0                | 4                | 1                |
| Copa do Presidente de 1983                     | 9º                 | 4                | 1                | 1                | 2                | 3                | 6                |
| Copa Trans-Tasman Cup de 1986                  | 2º                 | 2                | 0                | 1                | 1                | 2                | 3                |
| Copa Trans-Tasman Cup de 1987                  | 1º                 | 2                | 1                | 1                | 0                | 2                | 1                |
| Copa Trans-Tasman Cup de 1988                  | 2º                 | 2                | 0                | 0                | 2                | 1                | 4                |
| Copa Trans-Tasman Cup de 1991                  | 2º                 | 2                | 0                | 0                | 2                | 1                | 3                |
| Copa Centenario del Fútbol Chileno             | 4º                 | 3                | 0                | 0                | 3                | 4                | 8                |
| Copa Trans-Tasman Cup de 1995                  | 2º                 | 2                | 0                | 1                | 1                | 0                | 3                |
| Torneio das Quatro Nações de 1997              | 4º                 | 3                | 0                | 0                | 3                | 1                | 7                |
| Copa das Quatro Nações de 1999                 | 4º                 | 2                | 0                | 2                | 0                | 2                | 2                |
| Torneio das Quatro Nações de 2000              | 4º                 | 2                | 0                | 0                | 2                | 1                | 3                |
| Torneio Merdeka de 2000                        | 1º                 | 4                | 3                | 1                | 0                | 6                | 0                |
| AFC/OFC Cup Challenge de 2003                  | 2º                 | 1                | 0                | 0                | 1                | 0                | 3                |
| OSN Cup de 2013                                | 2º                 | 2                | 1                | 0                | 1                | 1                | 2                |
| Copa Kirin de 2017                             | Copa Kirin de 2017 | 1                | 0                | 0                | 1                | 1                | 2                |
| Copa Intercontinental de 2018                  | 3º                 | 3                | 2                | 0                | 1                | 4                | 3                |
| ACUD Cup de 2024                               | 4º                 | 2                | 0                | 1                | 1                | 0                | 1                |
| Total                                          | 3 títulos          | 61               | 18               | 13               | 30               | 59               | 78               |

## Recorde contra outras equipes
Atualizado dia 18 de novembro de 2024
| Oponente               | J  | V  | E  | D  | GP  | GC  | SG  | Confederação |
| ---------------------- | -- | -- | -- | -- | --- | --- | --- | ------------ |
| África do Sul          | 6  | 0  | 1  | 5  | 9   | 26  | −17 | CAF          |
| Alemanha               | 1  | 0  | 0  | 1  | 0   | 2   | −2  | UEFA         |
| Arábia Saudita         | 9  | 4  | 1  | 4  | 15  | 14  | +1  | AFC          |
| Austrália              | 67 | 13 | 11 | 43 | 70  | 160 | −90 | AFC          |
| Bahrein                | 6  | 4  | 1  | 1  | 6   | 2   | +4  | AFC          |
| Bielorrússia           | 1  | 0  | 0  | 1  | 0   | 1   | −1  | UEFA         |
| Botsuana               | 1  | 0  | 1  | 0  | 0   | 0   | 0   | CAF          |
| Brasil                 | 3  | 0  | 0  | 3  | 0   | 10  | −10 | CONMEBOL     |
| Canadá                 | 7  | 1  | 1  | 5  | 5   | 16  | −11 | CONCACAF     |
| Catar                  | 1  | 0  | 0  | 1  | 2   | 3   | −1  | AFC          |
| Chile                  | 4  | 0  | 1  | 3  | 2   | 8   | −6  | CONMEBOL     |
| China                  | 15 | 6  | 6  | 3  | 16  | 13  | +3  | AFC          |
| Colômbia               | 1  | 0  | 0  | 1  | 1   | 3   | −2  | CONMEBOL     |
| Coreia do Sul          | 8  | 1  | 1  | 6  | 3   | 11  | −8  | AFC          |
| Costa Rica             | 1  | 0  | 0  | 1  | 0   | 5   | −5  | CONCACAF     |
| Curaçau                | 1  | 1  | 0  | 0  | 2   | 1   | +1  | CONCACAF     |
| Egito                  | 3  | 0  | 1  | 2  | 1   | 3   | −2  | CAF          |
| El Salvador            | 1  | 0  | 1  | 0  | 2   | 2   | 0   | CONCACAF     |
| Emirados Árabes Unidos | 2  | 0  | 0  | 2  | 0   | 3   | −3  | AFC          |
| Escócia                | 2  | 0  | 1  | 1  | 3   | 6   | −3  | UEFA         |
| Eslováquia             | 1  | 0  | 1  | 0  | 1   | 1   | 0   | UEFA         |
| Eslovênia              | 1  | 0  | 0  | 1  | 1   | 3   | −2  | UEFA         |
| Estados Unidos         | 4  | 0  | 2  | 2  | 4   | 6   | −2  | CONCACAF     |
| Estónia                | 2  | 0  | 1  | 1  | 3   | 4   | −1  | UEFA         |
| Espanha                | 1  | 0  | 0  | 1  | 0   | 5   | −5  | UEFA         |
| Fiji                   | 43 | 31 | 6  | 6  | 117 | 29  | +88 | OFC          |
| França                 | 1  | 0  | 0  | 1  | 0   | 5   | −5  | UEFA         |
| Gâmbia                 | 1  | 1  | 0  | 0  | 2   | 0   | +2  | CAF          |
| Geórgia                | 1  | 1  | 0  | 0  | 3   | 1   | +2  | UEFA         |
| Gana                   | 1  | 1  | 0  | 0  | 2   | 0   | +2  | CAF          |
| Grécia                 | 1  | 0  | 0  | 1  | 0   | 2   | −2  | UEFA         |
| Honduras               | 2  | 1  | 1  | 0  | 2   | 1   | +1  | CONCACAF     |
| Hungria                | 3  | 0  | 0  | 3  | 2   | 6   | −4  | UEFA         |
| Ilhas Cook             | 1  | 1  | 0  | 0  | 2   | 0   | +2  | OFC          |
| Ilhas Salomão          | 14 | 12 | 2  | 0  | 52  | 11  | +41 | OFC          |
| Índia                  | 2  | 1  | 1  | 0  | 2   | 1   | +1  | AFC          |
| Indonésia              | 8  | 2  | 4  | 2  | 9   | 8   | +1  | AFC          |
| Inglaterra             | 2  | 0  | 0  | 2  | 0   | 3   | −3  | UEFA         |
| Irã                    | 2  | 0  | 1  | 1  | 0   | 3   | −3  | AFC          |
| Iraque                 | 3  | 0  | 1  | 2  | 0   | 6   | −6  | AFC          |
| Irlanda                | 2  | 0  | 1  | 1  | 2   | 4   | −2  | UEFA         |
| Irlanda do Norte       | 1  | 0  | 0  | 1  | 0   | 1   | −1  | UEFA         |
| Israel                 | 8  | 1  | 1  | 6  | 5   | 16  | −11 | UEFA         |
| Itália                 | 2  | 0  | 1  | 1  | 4   | 5   | −1  | UEFA         |
| Jamaica                | 2  | 0  | 0  | 2  | 3   | 5   | −2  | CONCACAF     |
| Japão                  | 6  | 3  | 0  | 3  | 8   | 10  | –2  | AFC          |
| Jordânia               | 2  | 1  | 0  | 1  | 4   | 4   | 0   | AFC          |
| Kuwait                 | 4  | 1  | 1  | 2  | 8   | 7   | +1  | AFC          |
| Líbano                 | 1  | 0  | 1  | 0  | 1   | 1   | 0   | AFC          |
| Lituânia               | 1  | 0  | 0  | 1  | 0   | 1   | −1  | UEFA         |
| Macau                  | 1  | 0  | 1  | 0  | 1   | 1   | 0   | AFC          |
| Malásia                | 13 | 8  | 2  | 2  | 32  | 9   | +23 | AFC          |
| Marrocos               | 1  | 0  | 0  | 1  | 0   | 3   | −3  | CAF          |
| México                 | 8  | 1  | 0  | 7  | 9   | 21  | −12 | CONCACAF     |
| Myanmar                | 3  | 1  | 2  | 0  | 4   | 2   | +2  | AFC          |
| Nova Caledônia         | 33 | 20 | 2  | 11 | 71  | 46  | +25 | OFC          |
| Noruega                | 1  | 0  | 0  | 1  | 0   | 3   | −3  | UEFA         |
| Omã                    | 7  | 4  | 2  | 1  | 7   | 4   | +3  | AFC          |
| Papua-Nova Guiné       | 6  | 4  | 1  | 1  | 19  | 3   | +16 | OFC          |
| Paraguai               | 3  | 0  | 1  | 2  | 2   | 5   | −3  | CONMEBOL     |
| Peru                   | 3  | 0  | 1  | 2  | 0   | 3   | −3  | CONMEBOL     |
| Polónia                | 2  | 0  | 1  | 1  | 0   | 2   | −2  | UEFA         |
| Portugal               | 1  | 0  | 0  | 1  | 0   | 4   | −4  | UEFA         |
| Quénia                 | 1  | 0  | 0  | 1  | 1   | 2   | −1  | CAF          |
| RD Congo               | 1  | 0  | 1  | 0  | 1   | 1   | 0   | CAF          |
| Rússia                 | 2  | 0  | 0  | 2  | 0   | 5   | −5  | UEFA         |
| Samoa                  | 3  | 3  | 0  | 0  | 27  | 0   | +27 | OFC          |
| Sérvia                 | 1  | 1  | 0  | 0  | 1   | 0   | +1  | UEFA         |
| Singapura              | 7  | 5  | 1  | 1  | 13  | 6   | +7  | AFC          |
| Suécia                 | 1  | 0  | 0  | 1  | 1   | 4   | −4  | UEFA         |
| Sudão                  | 1  | 0  | 1  | 0  | 1   | 1   | 0   | CAF          |
| Taipé Chinês           | 13 | 11 | 2  | 0  | 39  | 3   | +36 | AFC          |
| Taiti                  | 18 | 14 | 2  | 2  | 55  | 13  | +42 | OFC          |
| Tanzânia               | 1  | 0  | 0  | 1  | 1   | 2   | −1  | CAF          |
| Tailândia              | 5  | 1  | 2  | 2  | 7   | 9   | −2  | AFC          |
| Trinidad e Tobago      | 1  | 0  | 1  | 0  | 1   | 1   | 0   | CONCACAF     |
| Turquia                | 1  | 0  | 0  | 1  | 1   | 2   | −1  | UEFA         |
| Tunísia                | 1  | 0  | 1  | 0  | 0   | 0   | 0   | CAF          |
| Uzbequistão            | 1  | 0  | 0  | 1  | 1   | 3   | −2  | AFC          |
| Uruguai                | 2  | 0  | 1  | 1  | 2   | 9   | −7  | CONMEBOL     |
| Vanuatu                | 15 | 14 | 0  | 1  | 73  | 11  | +62 | OFC          |
| Venezuela              | 1  | 0  | 0  | 1  | 0   | 5   | −5  | CONMEBOL     |
| Vietnã                 | 1  | 0  | 0  | 1  | 1   | 5   | −4  | AFC          |

1. ↑  Contando partidas como  União Soviética.
2. ↑  Contando partidas como  Samoa Ocidental.
3. ↑  Contando partidas como  Novas Hébridas.
4. ↑  Contando partidas como  Vietnã do Sul.

| J   | V   | E  | D   | GP  | GC  | SG   |
| --- | --- | -- | --- | --- | --- | ---- |
| 424 | 176 | 77 | 171 | 748 | 628 | +120 |

## Uniformes

### Uniformes dos jogadores
- Uniforme principal: Camisa branca, calção e meias brancas;
- Uniforme de visitante: Camisa preta, calção e meias pretas.

| 1º uniforme | 2º uniforme |

### Uniformes anteriores
| Em casa 1982 | fora 1982 | Em casa 1999 | fora 1999 | Em casa 2004 | fora 2004 | Em casa 2006 | fora 2006 |

| Em casa 2008 | fora 2008 | Em casa 2010 | Fora 2010 | Em casa 2012 | fora 2012 | Em casa 2016 | fora 2016 |

| Em casa 2018 | fora 2018 |

### Material esportivo
| Fornecedor     | Período       |
| -------------- | ------------- |
| Adidas         | 1972–1984     |
| Le Coq Sportif | 1984–1986     |
| Mitre          | 1987–1988     |
| Pony           | 1989–1992     |
| Ribero         | 1993–1994     |
| Mitre          | 1995–1996     |
| Adidas         | 1996–2004     |
| Nike           | 2004–2023     |
| Puma           | 2024–presente |

## Treinadores
- Ken Armstrong (1957–1964)
- Juan Schwanner (1967–1968)
- Ljubiša Broćić (1969)
- Barrie Truman (1970–1976)
- Wally Hughes (1977–1978)
- John Adshead (1979–1982)
- Allan Jones (1983–1984)
- Kevin Fallon (1985–1988)
- John Adshead (1989)
- Ian Marshall (1990–1993)
- Bobby Clark (1994–1995)
- Keith Pritchett (1994–1995)
- Joe McGrath (1997–1998)
- Ken Dugdale (1998–2002)
- Mick Waitt (2002–2004)
- Ricki Herbert (2005–2013)
- Neil Emblen (2014)
- Anthony Hudson (2014–2017)
- Fritz Schmid (2018–2019)
- Danny Hay (2019–2022)
- Darren Bazeley (2023–)